# Потерянное мгновение
«Потерянное мгновение», также известен под названием «Упущенный момент» (англ. The Lost Moment) — американская медодрама, психологический триллер с элементами фильмов ужасов и нуара 1947 года. Этот фильм стал единственной режиссёрской работой Мартина Гейбела и во многом основан на новелле признанного классика мировой литературы, мастера психологического анализа, стилиста и новатора Генри Джеймса — «Письма Асперна» (1888).
В год своего выхода фильм не был принят критикой и провалился в прокате, но в последствии его художественная репутация возросла.
Фильм рассказывает об американском издателе Льюисе Венейбле (Роберт Каммингс), который приезжает в Венецию, чтобы заполучить для публикации «потерянные» любовные стихотворения, написанные легендарным поэтом Джеффри Эштоном своей возлюбленной. 105-летняя Джулиана (Агнес Мурхед), которой когда-то были адресованы эти стихи, соглашается помочь Льюису, несмотря на отчаянное противодействие своей холодной и закрытой внучатой племянницы Тины (Сьюзен Хэйворд). Льюис сталкивается с тем, что порой Тина начинает ощущать себя молодой Джулианой, принимая Льюиса за Эштона и разыгрывая с ним сцены любви. Со временем становится ясно, что раздвоение личности Тины связано с тем, что Джулиана с ранних лет воспитывала её на письмах Эштона и рассказах о своём романе с ним. Также выясняется, что Эштона, который считался исчезнувшим много лет назад, в действительности убила Джулиана, когда он решил бросить её. В финале картины в доме возникает пожар, в котором сгорают письма, а Джулиана умирает. Сбросив проклятие дома и его истории, Тина превращается в нормальную женщину, которую связывают с Льюисом нежные чувства.
После выхода на экраны фильм был прохладно встречен критикой и зрителями, однако с годами его репутация заметно улучшилась. Критики особенно отмечали готическую атмосферу картины, интересный сюжет и игру Сьюзен Хэйворд в главной роли.

## Сюжет
Американский издатель Льюис Венейбл (Роберт Каммингс) приезжает из Нью-Йорка в Венецию, рассчитывая получить для публикации любовные письма признанного американского поэта Джеффри Эштона красавице Джулиане Бордеро. Сам Эштон таинственно исчез в 1943 году, а сами письма никто не видел, так как, предположительно, их скрывает у себя Джулиана. В Венеции Льюиса встречает поэт Чарльз Расселл (Джон Арчер), который и сообщал ему о существовании писем. Пока они плывут в гондоле, Чарльз сообщает Льюису, что Джулиана всё ещё жива, и ей 105 лет. Чарльзу удалось договориться с ней о встрече, представив Льюиса богатым писателем по имени Уильям Бёртон. Льюис обещает заплатить Чарльзу за его помощь 500 долларов, хотя тот замечает, что на публикации писем можно заработать огромные деньги. Льюис вспоминает, что в этом доме Эштон познакомился с Джулианой, дочерью художника Мартина Бордеро, который писал его портрет, и последний раз Эштона видели также в этом доме.
В доме Бордеро Льюиса встречает Тина (Сьюзен Хэйворд), холодная, закрытая и неприветливая внучатая племянница Джулианы, которая всё своё время посвящает заботам о тёте и управлению домашним хозяйством. В доме также живут две служанки — молодая Амелия (Джоан Лорринг) и её мать, пожилая Мария (Минерва Урекал). Тина проводит Льюиса к Джулиане (Агнес Мурхед), очень старой, но вполне разумной женщине с запоминающемся большим перстнем на пальце. Джулиана подчеркивает, что она, как и Тина не хотела бы видеть в своём доме посторонних, однако ради значительных денег готова предоставить ему для проживания и работы три комнаты с отдельным выходом на улицу. При этом Джулиана в пять раз повышает стоимость аренды против названной ранее, требуя немедленной оплаты за три месяца вперёд. Проводив Льюиса в его комнаты, Тина подчёркивает, что они очень нуждаются в деньгах, однако выражает своё удивление, что Льюис так легко согласился на слишком высокую стоимость аренды.
Льюис располагает к себе Амелию, которая говорит, что её мать считает, что его присутствие в доме принесёт несчастье, а также рассказывает про злой характер Тины, которая кроме того временами ведёт себя странно. На следующее утро Пиетро, слуга Льюиса, начинает приводить сад у дома Бордеро в порядок, а сам Льюис отправляется в город. В его отсутствие Тина обыскивает комнаты Льюиса, обнаруживая там подписанную фотографию его подруги Кэтлин, а также томик стихов Эштона. Тем временем Льюис наносит визит местному священнику, отцу Ринальдо (Эдуардо Чианнелли), показывая ему копию арендного договора, который Тина подписала именем Джулианы. Отец Ринальдо подозревает, что Льюис заселился в дом Бордеро с каким-то тайным намерением, и предостерегает его, учитывая необычность этого дома и его обитателей, чтобы он не довёл дело до трагедии. Он просит Льюиса быть очень осторожным.
Проходит шесть недель, однако Льюису так и не удаётся войти в доверие и поговорить по душам ни с Джулианой, ни с Тиной, и в результате ему не удалось продвинуться в поиске писем ни на шаг. Однажды ночью, работая в кабинете, Льюис слышит, как кто-то играет на фортепиано, выходя на звуки музыки в коридор. Его приглашает зайти к себе Джулиана, у которой, как замечает Льюис, на пальце нет кольца. Она говорит, что у неё хотят отобрать дом, но она этого не допустит. После этого Джулиана передаёт Льюису миниатюрный портрет Эштона работы её отца, предлагая купить его за тысячу фунтов. Джулиана вспоминает о том счастливом времени, когда в этом доме появился Эштон. Деньги за портрет она просит отдать отцу Ринальдо, но только чтобы Тина об этом не знала. Выйдя из комнаты Джулианы, Льюис продолжает идти на звуки музыки, оказываясь в отдалённом крыле дома, где в освещённой гостиной видит за роялем Тина в светлом романтическом платье, с распущенными волосами и сияющими глазами. В результате такого преображения Льюису показалось, что он видит перед собой не лишённую жизни Тину, а манящую и живую красавицу Джулиану. Когда Тина перестаёт играть и берёт на руки котёнка, Льюис видит у неё на пальце перстень Джулианы, которое якобы сегодня купил ей Эштон. Увидев Льюиса, она обращается к нему как к Эштону, и он отвечает ей, разыгрывая сцену любви между поэтом и Джулианой, в конце которой они целуются. После этого она просит его сделать на перстне памятную гравировку и выражает восхищение его любовными письмами.
На следующее утро слуга Пьетро говорит Льюису, что в одном месте во дворе трава никак не всходит. В этот момент Тина приносит Льюису письма. Она снова суха и зажата, и когда Льюис пытается вызвать у неё воспоминания о вчерашнем вечере, она утверждает, что музыка звучать не могла, а в той части дома никто не бывает. Тина просит его покинуть дом и уходит. Льюис приезжает к отцу Ринальдо, передавая ему деньги за портрет. Льюис спрашивает священника о том, что Тина живёт двумя жизнями. Отец Ринальдо говорит, что для Тины на данный момент иллюзорное погружение в прошлое — это единственный способ познать счастье, так как в противном случае у неё не остаётся ничего. Он вновь просит Льюиса покинуть дом, пока не случилась трагедия. Вернувшись домой, Льюис видит ожидающего Чарльза, которого приглашает к себе. Чарльз даёт понять, что если Льюис найдёт и опубликует любовные письма Эштона, то заработает на этом много денег, и он полагает, что часть этих денег причитается и ему. Однако Льюис отвергает его требования, утверждая, что делает всё это не ради денег. Когда Чарльз угрожает разоблачить Льюиса перед Джулианой, Льюис выгоняет его, предлагая ему самому попробовать добыть письма.
Джулиана приглашает Льюиса выпить с ней чаю. Пока Тина занята приготовлениями, Джулиана доверительно просит Льюиса вернуть её перстень, который сегодня Тина искала по всему дому. Вспомнив о музыке вчерашним вечером, Джулиана поняла, что Тина порой перевоплотилась в неё, при этом саму Джулиану принимая за Розу, служанку из прошлого, которую она терпеть не может. И порой Джулиана боится, что Тина убьёт её. Когда Льюис отвечает, что Тина не способна на убийство, Джулиана ему говорит, что при некоторых обстоятельствах даже самые нежные и кроткие люди совершают убийства. Далее Джулиана вспоминает, как читала Тине любовные письма Эштона, когда та была ещё ребёнком, и она была настолько ими очарована, что перечитывая их уже сама постоянно, а затем Тина забрала письма себе. Когда Тина стала читать их одна, то стала порой перевоплощаться в Джулиану. Далее Джулиана утверждает, что если бы письма вернулись к ней, тогда Тина перестала бы превращаться в Джулиану. Она просила помочь ей вернуть письма и отца Ринальдо, и двух служанок, которые всё знают, но боятся взять письма из «той» комнаты. Далее Джулиана называет место, где она хранила письма. После чаепития Льюис быстро направляется за письмами. Проникнув в комнату, он с балкона наблюдает, как Тина, у же в образе Джулианы, с перстнем на пальце, берёт шкатулку с письмами и уходит. Льюис следует за ней во двор, где в беседке снова подыгрывает ей в романтической любовной сцене, играя роль Эштона. Они целуются и танцуют в беседке, при этом Льюис не спускает глаз со шкатулки. В этот момент из окна Джулианы неожиданно выпрыгивает вор, и Льюис бросается его преследовать, но тому удаётся убежать. Когда он возвращается в дом, то видит, что Тина снова стала прежней строгой и холодной Тиной. Она просит Льюиса срочно послать за доктором и за отцом Ринальдо, намекая на то, что вором мог быть сам Льюис, который пытался что-то украсть у Джулианы. Когда Льюис остаётся один, симпатизирующая ему Амелия передаёт ему ключ от комнаты, где лежат письма, который выкрала у Тины. Льюис возвращается в свою комнату, где его ожидает отец Ринальдо. Он говорит, что Тина думала, что вором был Льюис, однако Джулиана заявила, что вором был не он. Далее отец Риналдо высказывает предположение, что Льюис влюблён в Тину и более того, он единственный, что может обойти своего соперника, Эштона. Если Тина полюбит кого-либо в реальной жизни, то эта любовь сможет излечить её.
Навестив затем Джулиану, отец Ринальдо говорит, что ей стало лучше, после чего от лица Льюиса приглашает Тину на ужин в ресторан. По дороге в ресторан Льюис говорит Тине, что закончил работу над книгой, но ему не хочется уезжать обратно в Америку. На улице их замечает Чарльз, который следом заходит в ресторан. Тина рассказывает, что её родители умерли, когда она была слишком юной, и потому вся её семья — это Джулиана. Пока они танцуют, Чарльз пишет Тине записку, сообщая, что Льюис на самом деле книгоиздатель, который приехал ради того, чтобы украсть любовные письма Эштона. Чарльз пытается положить записку на стол Тине, однако официант, решив, что Чарльз решил украсть её сумочку, налетает на Чарльза. Тот в страхе убегает, а записка падает на пол и теряется. После ужина на пути домой Тина в романтическом настроении благодарит Льюиса за чудесный вечер и просит его прощения за резкость, с которой говорила с ним раньше. Когда Тина спрашивает его про Кэтлин, портрет которой она видела на его столе, Льюис отвечает, что он вряд ли любит Кэтлин, им скорее удобно друг с другом, пока они ждут появления кого-нибудь другого. Около дома Тина говорит Льюису, что поначалу подумала, что он приехал охотиться за любовными письмами Эштона, так как некоторое время назад американский издатель Льюис Венейбл писал ей и расспрашивал об этих письмах, однако она ответила, что ей об этом ничего не известно. Тина говорит, что эти письма, как и любовь Эштона, принадлежат только Джулиане. Льюис однако отвечает, что всё, что делают такие гении, как Эштон, должно принадлежать всем. Поняв, что Льюис хочет получить эти письма, Тина тем не менее так и не может для себя решить, стоит ли их отдавать, и уходит. Несмотря на всё очарование прошедшего вечера и чувства к Тине, Льюис всё-таки решает довести дело с письмами до конца. Он проходит в ту комнату, забирает шкатулку с письмами и отправляется к себе. В этот момент он слышит, как его зовёт Джулиана. Он проходит мимо её двери, заходит в свою комнату и садится читать письма. Дочитав к утру последнее письмо, он смотрит расписание поездов, собираясь отбыть из Венеции поездом «Восточный экспресс» через полтора часа.
Льюис кладёт письма во внутренний карман пиджака и собирается покинуть дом, когда слышит крик Джулианы. Он бежит в её комнату, где видит, как Тина, снова в образе Джулианы, требует, чтобы Джулиана, которую она принимает за Розу, отдала ей письма. Затем Льюис слышит, как Джулиана сообщает, что она убила Эштона, когда тот решил уйти от неё, а её отец закопал труп во дворе, где сейчас сад. Обезумевшая Тина бросается на Джулиану и начинает её душить, требуя отдать письма. Льюис зовёт Тину по имени, после чего протягивает ей письма. В этот момент она теряет сознание, и Льюис выносит её в сад, оставив письма рассыпанным на полу. Джулиана пытается встать со своего кресла, чтобы собрать письма, однако падает на пол и сбивает стол со свечой, в результате чего начинается пожар. Джулиана умирает с горящими письмами в руках. Льюис бросается в дом и выносит Джулиану во двор, которая держит в руке последнее не сгоревшее письмо. Тина снимает с пальца перстень и кладёт его в руку Джулиане. Выйдя из-под гнёта воспоминаний Джулианы, Тина обретает способность жить нормальной жизнью. Она подходит к Льюису, и они нежно обнимают друг друга, глядя на подпись Эштона на любовном письме.

## В ролях
- Роберт Каммингс — Льюис Венейбл
- Сьюзен Хэйворд — Тина Бордеро
- Агнес Мурхед — Джулиана Бордеро
- Джоан Лорринг — Амелия
- Эдуардо Чианнелли — отец Ринальдо
- Джон Арчер — Чарльз
- Фрэнк Пуглиа — Пиетро
- Минерва Урекал — Мария
- Уильям Эдмандс — Витторио

## Создатели фильма и исполнители главных ролей
Продюсер Уолтер Вангер назначил режиссёром этого фильма Мартина Гейбела, который незадолго до того был ассистентом продюсера его фильма «Катастрофа: история женщины» (1947), в котором главную роль также сыграла Сьюзен Хэйворд. «Потерянное мгновение» был единственным фильмом, который поставил Мартин Гейбел, который был признанным актёром театра и кино, а также театральным продюсером и режиссёром. В частности, в конце 1930-х годов Гейбел вложил деньги в постановку комедии «Жизнь с отцом», которая шла на бродвейской сцене с 1939 по 1947 год и выдержала 3224 представления, став на тот момент «самой долго идущей немузыкальной комедией в истории бродвейского театра».
Сценарий фильма написал Леонардо Берковичи, который примерно в то же время работал над сценарием сходного фильма «Портрет Дженни» (1948) . Берковичи был также сценаристом популярной фэнтази-комедии «Жена епископа» (1947), а также детективного триллера «Мосс Роуз» (1947) и фильма нуар «Поцелуями сотри кровь с моих рук» (1948).
Актёр Роберт Каммингс в период с 1933 по 1967 год сыграл в 63 фильмах, среди которых криминальные мелодрамы Альфреда Хичкока «Диверсант» (1942) и «В случае убийства набирайте «М»» (1954), а также в фильмы нуар «Погоня» (1946), «Спи, моя любимая» (1948), «Господство террора» (1949) и «Обвиняемая» (1949). В 1955—1959 и 1961—1962 годах Каммингс вёл на телевидении собственное «Шоу Боба Каммингса» (в общей сложности вышло 182 эпизода этого шоу).
Сьюзен Хэйворд четырежды номинировалась на «Оскар» за главные роли в мелодрамах «Катастрофа: история женщины» (1947), «Моё глупое сердце» (1949), «С песней в моём сердце» (1952) и «Я буду плакать завтра» (1956), а также завоевала «Оскар» за нуаровую драму «Я хочу жить!» (1958). Среди других её заметных киноработ — фильмы нуар «Крайний срок — на рассвете» (1946), «Мне не поверят» (1947) и «Дом незнакомцев» (1949), а также фэнтези-комедия «Я женился на ведьме» (1942), вестерн «Нападение на почтовую станцию» (1951) и спортивный экшн «Необузданные» (1952).

## История создания фильма
Рабочими названиями этого фильма были «Письма Асперна» (англ. The Aspern Papers) и «Потерянная любовь» (англ. The Lost Love).
В основе фильма — новелла Генри Джеймса «Письма Асперна» (1888), предположительно вдохновлённая романом между лордом Байроном (по другим сведениям, Перси Биш Шелли) и Кларой Клэрмонт, которая в старости ревниво оберегала от окружающих  написанные в её честь стихи своего возлюбленного.
Согласно информации «Голливуд Репортер», за права на экранизацию новеллы Генри Джеймса «Письма Асперна» продюсер Уолтер Вангер заплатил 200 тысяч долларов.
По словам историка кино Кима Холстона, фильм в целом следует классическому литературному сюжету, но при этом радикально меняет его персонажей, а также вводит темы шизофрении, убийства и пожара. Обозреватель «Нью-Йорк Таймс» Босли Краузер, со своей стороны, написал: «Вплоть до того момента, как молодой издатель вторгается в этот венецианский мавзолей в поисках любовных писем, которые, по слухам, великий поэт написал своей возлюбленной много лет назад, и находит там старую женщину (ту самую возлюбленную) и её странно извращенную внучатую племянницу, история соответствует новелле мистера Джеймса. Но когда племянница начинает подавать признаки романтических галлюцинаций, всё сходство заканчивается. А к тому времени, когда эта юная леди в моменты безумия воображает себя той самой получательницей любовных писем, а издателя — их автором, уход от оригинала в сферу романа с призраками становится бесспорным и полным».
Как и в новелле Джеймса, персонажа, чьм вероятным прототипом была Клара Клэрмонт, в фильме зовут Джулиана, — слепую 105-летнюю затворницу сыграла с толстым слоем макияжа Агнес Мурхед. Как отметил кинокритик Хэл Эриксон, «необыкновенное косметическое преображение актрисы стало темой нескольких журнальных статей в 1947 году».
Фильм находился в производстве с 12 марта до середины мая 1947 года, и был выпущен в прокат в декабре 1947 года.
Фильм не понравился Сьюзен Хэйворд, у которой были трудности в общении с режиссёром Мартином Гейбелом. Как вспоминала актриса, «я играла шизофреничку, и режиссёр требовал от других актёров, чтобы они не разговаривали со мной, чтобы я не вышла из нужного ему состояния… В какой-то момент я потеряла терпение и разбила лампу о его голову. И я до сих пор не жалею о своём поступке».

## Оценка фильма критикой
После выхода фильма на экраны критики приняли его не очень хорошо, посчитав «довольно мрачным и литературным». Как написал Босли Краузер, «старый серый палаццо в Венеции, где обитают привидения и тайны, становится местом действия фильма, основанного на романе Генри Джеймса. Но это всего лишь старый, серый психологический триллер, местом действия которого становится эта локация — это триллер с привкусом романтики, о которой мистер Джеймс и не мечтал». Как далее пишет критик, «как и принято в страшных фильмах, эффект жуткости достигается за счет мрачного света, торжественных ритмов, а также акцента на музыке и на звуковых эффектах». А «визуальный гротеск достигается за счет некоторых появлений Агнес Мурхед в роли отталкивающей старой дамы». По мнению критика, «все эти знакомые приёмы делают фильм лишь чуть лучше среднего хоррора, а Сьюзен Хэйворд и Роберт Каммингс слабы по романтической части».
Журнал Newsweek написал о фильме: «Очевидно, Генри Джеймсу не понравилось бы всё, что добавлено в фильм… Но он бы оценил то тихое уважение и тщательно поддерживаемое мрачное настроение, которые внесли как сценарист, так и режиссёр». В рецензии журнала также отмечалось, что «если честно, у поклонников Генри Джеймса есть основания жаловаться, а средний зритель, вероятно, пожалуется на скуку». Рецензент газеты New York World Telegram назвал фильм «тяжеловесным, величественным и обстоятельно скучным».
Современный историк кино Майкл Кини назвал картину «в высшей степени мелодраматичным и порой откровенно скучным фильмом, который имеет свои приятные моменты, когда в центре внимания оказывается великолепная Хэйворд». В основном же отзывы современных критиков были позитивными, так историк кино Дэвид Томсон написал, что «несмотря на то, что действие происходит в Венеции прошлого — это фильм нуар, красиво снятый Хэлом Мором, где мы видим опасность попыток вернуть прошлое к жизни». По словам критика, фильм «содержит моменты оккультной соблазнительности, когда прошлое возвращается». Следует заметить, что Мартин Гейбел «делает недостаточно, чтобы противостоять приступам мелодрамы. Но при этом он не просто доносит до нас ощущение дома с привидениями, но и показывает, каким образом можно переделать старую драму».
Киновед Хэл Эриксон заключил, что «наряду с „Наследницей“ (1949), „Потерянное мгновение“ является одной из немногих успешных попыток перенесения неуловимой и призрачной прозы Генри Джеймса на экран». По мнению журнала TimeOut, это «удивительно сильная экранизация романа Генри Джеймса», которая ближе к пугающей атмосфере «Невинных» (1961), чем к скромному обаянию фильмов «Дейзи Миллер» (1974) или «Европейцы» (1979). Как отмечается в рецензии, «призрачная паутина меняющихся личностей и сексуальной напряженности великолепно сплетена, заставляя сожалеть о том, что Мартин Гейбел впоследствии ограничился лишь актёрской карьерой». Историк кино Деннис Шварц написал: «Очень жаль, что Гейбел не поставил больше ни одного фильма — эта странная и необычная психологическая драма сделана в великолепном готическом стиле».

## Оценка актёрской игры
Босли Краузер обратил внимание на игру Сьюзен Хэйворд, которая «выступает в роли сумасшедшей племянницы с непреклонностью, которая почти смехотворна», а также Роберта Каммингса, который «демонстрирует елейные манеры милого молодого гробовщика в роли издателя». Критик также высоко оценил профессиональную игру Эдуардо Чианнелли в роли священника.
По мнению историка кино Кима Холстона, «Хэйворд играет свою загадочную роль лучше, чем продюсеры имели право рассчитывать». Её персонаж содержит в себе две личности — «нормальную и безумную или, по крайней мере, психически нездоровую».
Журнал The New Republic отметил, что «Роберт Каммингс играет роль, которая, вероятно, задумана на чувственная, но у него она получается елейной».

## Кассовые сборы
Фильм принёс убыток в размере 886 494 долларов.

## Последующая история адаптаций новеллы Генри Джеймса
С тех пор «Письма Асперна» неоднократно становились основой для театральных и оперных волощений и экранизаций.
В 1959 году Майкл Редгрейв в лондонском «Театре Королевы» представил собственную инсценировку новеллы Генри Джеймса и сыграл в ней главную роль. Его пьеса была позже успешно возобновлена на Бородвее в 1962 году с Уэнди Хиллер, Франсуазой Розе и Морисом Эвансом (последняя работа Эванса на Бродвее). В лондонском возобновлении 1984 года участвовала дочь Майкла Редгрейва — Ванесса Редгрейв, вместе с Кристофером Ривом (в этом году оба актёра исполнили главные роли в яркой экранизации джеймсовских «Бостонцев»), а также Уэнди Хиллер (на этот раз в роли Джулианы Бордеро).
В 1961 году театральную адаптацию новеллы Маргерит Дюрас и Робера Антельма поставил Реймон Руло в парижском Театре Матюрен; в 1971-м Реймон Руло выступил режиссёром телефильма «Письма Асперна», роли в котором исполнили Мари-Кристин Барро, Пьер Вернье, Робер Рембо.
В 1982 году аргентинский режиссёр Эдуардо де Григорио поставил фильм «Асперн» (франко-португальская кинокартина вышла на экраны в 1985 году), главные роли исполнили Жан Сорель, Бюль Ожье и Алида Валли.
В 1991 вышел фильм известного каталонского режиссёра Хорди Кадены «Els papers d'Aspern» — c Ампаро Солер Леал (в роли Джулианы), Германом Боннином и Сильвией Мунт.
В 1995 году русский режиссёр Елена Чёрная представила свою драматическую версию «Писем» — спектакль «Божественная Джулиана» c успехом шёл на Малой сцене Александринского театра в Санкт-Петербурге (в образе главного героя был Сергей Паршин, Джулианы — Ирина Лепешенкова).
В 1998 оперу «Письма Асперна» американского композитора Доминика Ардженто поставила Далласская Опера (штат Техас, США).
В 2010-м вышел американский фильм «Письма Асперна Марианны Хеллмунд (Mariana Hellmund), — с Феликсом Д’Альвьелла, Брук Смит и Джудит Робертс (в роли Джулианы).
В 2018-м вышли «Письма Асперна» Жюльена Ландэ по сценарию Жана Павана (автора инсценировки новеллы в Театр Види-Лозанн, при участии Комеди Франсез, 2002, режиссёр Жак Лассаль; возобновление — «Театр Старой Голубятни» 2003, 2004), —  главные роли в фильме сыграли Джонатан Рис-Майерс, Ванесса Редгрейв (на этот раз — Джулиану Бордеро), Джоэли Ричардсон, Джон Кортахарена, Поппи Делевинь, Моргана Полански...